# Chōjikū kidan Southern Cross
Chōjikū kidan Southern Cross (超時空騎団サザンクロス, Chōjikū kidan Sazan Kurosu) è un anime televisivo di 23 episodi giapponese del 1984.
È stato utilizzato da Carl Macek come seconda stagione di Robotech, saga che univa tre serie d'animazione giapponesi assolutamente indipendenti tra loro: Macross, Southern Cross e Kiko soseiki Mospeada.

## Trama
Super Dimension Cavalry Southern Cross narra della guerra tra la colonia umana sul pianeta Gloire e gli alieni Zor provenienti dallo spazio.

### Casus belli
AD 2120 anni, le forze armate del pianeta Gloire si trovavano in stato di allerta a causa dell'improvvisa cessazione di ogni contatto con la base sulla luna Aluce. Poco tempo dopo, una nave aliena, identificata come appartenente agli Zor, distrusse i satelliti artificiali di Gloire. Poiché era ignoto come si fosse svolto l'incidente della base Aluce, il generale Rolf di Gloire proibì che venisse aperto il fuoco contro l'astronave Zor.
L'ordine viene contravvenuto da un ufficiale sul campo, che lanciò un attacco a base di artiglieria contro l'astronave aliena. Gli Zor risposero con un violento contrattacco. L'astronave aliena fu costretta all'atterraggio, apparentemente a causa dei danni subiti nel corso della prima battaglia.

### Battaglie sul pianeta Gloire
(Episodi 1-9)
Le armi principali usate nel corso della battaglia erano dei robot androidi di grosse dimensioni (da cui il titolo "Super Dimensional Cavalry") pilotati al loro interno da esseri umani, bio-umani o Zor.
Il grosso della flotta Zor rimase in orbita attorno a Gloire, ostacolando le comunicazioni tra Gloire e il vicino pianeta Liberté, anch'esso colonizzato dagli esseri umani.
Nel corso delle ostilità, venne appurata la somiglianza tra gli Zor e gli esseri umani. Il comandante Jeanne (protagonista della serie) sosteneva invece che i piloti dei Bioroidi avversari fossero proprio esseri umani modificati, chiamati Bio-umani, e che i veri Zor rimanessero all'interno della loro astronave, al riparo delle battaglie. Purtroppo, Jeanne non aveva prove a sostegno della propria ipotesi.
Al termine del nono episodio, l'astronave Zor decollò e tornò nello spazio, mentre uno dei migliori piloti di Bioroidi, Saifrit, venne appositamente abbattuto dagli Zor affinché divenisse una spia tra gli umani di Gloire.

### Movimenti tattici
(Episodi 10-17)
A partire dal decimo episodio, le battaglie si svolsero nello spazio, pertanto Jeanne e la 15ª Squadra non furono coinvolte. Nacquero invece storie d'amore che coinvolgevano le tre protagoniste femminili: Jeanne passò molto tempo con Saifrit, Marie si innamorò dell'ex-ufficiale Charles, Lana si innamorò del luogotenente Brown.
Nel decimo episodio, Gloire ricevette rinforzi da Liberté, ma questi vennero decimati ancor prima di atterrare sul Gloire in una battaglia spaziale contro gli Zor. Successivamente, Gloire forzò il blocco degli Zor e stabilì un avamposto sulla luna Aluce, in modo da poter attaccare gli Zor su due fronti.
Nel frattempo, gli Zor ricevevano informazioni dall'ignaro Seifret riguardo agli umani di Gloire e alle loro strategie di guerra. Gli Zor, inoltre, svilupparono un nuovo tipo di bioroide, chiamato Bio-Psycher, i cui piloti sarebbero stati proprio Zor invece che bio-umani.
Anche Gloire sviluppò nuove armi: gli Spartas usati dalla 15ª squadra e dalle altre forze di terra vennero adattati per il combattimento nello spazio e potenziati. Era tempo che Jeanne tornasse in azione.

### Battaglie nello spazio
(Episodi 18-23)
Jeanne e la 15ª Squadra riuscirono a fare incursione nella nave ammiraglia degli Zor. Vennero catturati ma riuscirono a liberarsi e a fuggire assieme a Musica. Tornati su Gloire, Saifrit rivelò un profondo odio verso gli Zor, che lo spinse a tradire Musica per farla consegnare alle autorità. Musica e Bowie fuggirono verso le rovine Zor, inseguiti dagli altri componenti della squadra e dalla polizia militare.
Venne svelato il segreto degli Zor: erano tornati sui Gloire, il loro pianeta natale, perché per sopravvivere necessitavano la bio-energia dei cosiddetti fiori di luce nascosti nelle rovine.
Nel frattempo, nello spazio la battaglia infuriava. Gli Zor si stavano indebolendo, ma erano decisi a compiere ogni sacrificio pur di raggiungere i fiori di luce. Nel corso della battaglia, il generale Rolf venne catturato dagli Zor.
Su Gloire, alcuni Zor erano riusciti ad avvicinarsi alle rovine, ma dovettero fermarsi quando Saifrit minacciò di distruggere i fiori di Luce. Gli Zor proposero uno scambio: il generale Rolf e altri prigionieri in cambio di Saifrit e Musica. La 15ª squadra tornò a bordo dell'ammiraglia Zor, dove le trattative fallirono e la battaglia riprese. Jeanne e la 15ª squadra fuggirono assieme a un nutrito gruppo di Zor considerati sacrificabili dai loro capi. Saifrit invece, trasportato dal risentimento, uccise i capi alieni, e l'astronave fuori controllo precipitò sulle rovine Zor.

## Personaggi

### Protagonisti
- Jeanne Française (ジャンヌ・フランセーズ?, Jan'nu Furansēzu) [Dana Sterling]: All'età di 17 anni, Jeanne si ritrova ad essere il comandante della 15ª squadra nei Corpi Corazzati Tattici Alfa della Croce del Sud (Southern Cross' Alpha Tactics Armored Corps, o ATAC). Nata sul pianeta Liberté, Jeanne ha spesso la tendenza a seguire il suo istinto e agire impulsivamente, con la disapprovazione dei suoi superiori, che la considerano la vergogna delle forze armate, pensando che lei non prenda seriamente i suoi doveri. Le sue frequenti trasgressioni di protocollo, ordini e regolamenti la fanno continuamente rinchiudere in cella, spesso portata lì dal luogotenente Lana. Fortunatamente, viene sempre fatta uscire di prigione quando c'è bisogno di lei. La maggior parte della serie riguarda le battaglie della 15ª Squadra e la guerra quasi personale di Jeanne contro gli invasori Zor.
- Andrzej Sławski (アンジェイ・スラウスキー?, Anjei Surausukī) [Angelo Dante]: È il sergente della 15ª squadra, e in assenza di ufficiali superiori ne assume il comando. Ha servito le forze armate più a lungo di chiunque altro membro della 15ª squadra. Le sue opinioni conservative lo pongono spesso in contrasto con il comandante Jeanne.
- Louis Ducasse (ルーイ・デュカス?, Rūi Dyukasu) [Louie Nichols]: È caporale, nonché specialista di meccanica ed elettronica e genio del gruppo. È un personaggio silenzioso finché non si solleva un problema di ordine tecnologico. Le sue capacità vengono poste in evidenza durante l'analisi della minaccia Zor.
- Charles de Etouard (シャルル・ドゥ・エトワード?, Sharuru Du Etowādo) [Sean Phillips]: All'età di 23 anni, era il precedente comandante della 15ª squadra, finché un'"indiscrezione romantica" con la moglie di un generale ha causato la sua degradazione a soldato semplice. Charles mantiene costantemente le sue abitudini di seduttore.
- Bowie Emerson (ボウイ・エマーソン?, Bōi Emāson) [Bowie Grant]: È un soldato scelto della 15ª squadra, a 16 anni di età. A causa delle pressioni di suo padre, si è arruolato nelle forze armate, sebbene sia più interessato alla musica che al combattimento.

### Alleati
- Claude Leon (クロード・レオン?, Kurōdo Reon) [Eli Anatole Leonard]: Generale supremo della Croce del Sud, è determinato a spazzar via gli Zor ad ogni costo, e non esita ad applicare misure estreme per ottenere la vittoria.
- Rolf Emerson (ロルフ・エマーソン?, Rorufu Emāson) [Rolf Emerson]: Generale di Gloire, padre di Bowie e talvolta protettore di Jeanne. È il principale oppositore del generale Leon, ma è sempre capace di obbedire agli ordini.
- Marie Angel (マリー・アンジェル?, Marī Anjeru) [Marie Crystal]: Se Jeanne è da considerare impulsiva, Marie è il suo esatto opposto. Soprannominata "Amazzone del Cosmo", costituisce un soldato modello. Marie è comandante di una squadra dei Corpi Tattici Spaziali Corazzati (Tactics Armored Space Corps, o TASC), della quale è anche il pilota migliore.
- Lana Isavia (ラーナ・イザビア?, Rāna Izabia) [Nova Satori]: Il terzo personaggio femminile centrale di Southern Cross. All'età di 19 anni, Lana è il più giovane ufficiale di polizia militare di Gloire, nonché uno dei gradi più alti. Come Marie, ha un carattere completamente opposto a Jeanne, prendendo molto sul serio i propri doveri e comportandosi molto rigidamente riguardo al protocollo e ai regolamenti. La sua rivalità con Jeanne costituisce un sottile gioco del gatto col topo.
- R. Brown (ブラウン?, Buraun) [Dennis Brown]: È un luogotenente dei Corpi Tattici Spaziali Corazzati (Tactics Armored Space Corps, o TASC). Lana ammira il senso di integrità, ottimismo e dovere di Brown e si innamora di lui.

### Antagonisti
- Dess (デス?, Desu), Dera (デラ?, Dera) and Demi (デミ?, Demi) [Maestri di Robotech]: I capi degli Zor.
- Musica (ムジカ?, Mujika), Musiere (ムジエ?, Mujie), Muselle (ムゼル?, Muzeru) [Musica, Allegra, Octavia]: Trio di musiciste la cui musica ispira gli Zor. Musica inizia a dubitare degli scopi della sua propria gente e, dopo aver incontrato Bowie, si innamora di lui.
- Saifrit Weisse (サイフリート・ヴァイス?, Saifurīto Vaisu) [Zor Prime]: È un pilota umano che è stato catturato dagli Zor e a cui è stato fatto il lavaggio del cervello affinché divenisse un bio-umano pilota delle forze Bioroidi e successivamente un informatore. Seifreit pilota un Bioroide rosso ed è praticamente inarrestabile nelle battaglie contro Jeanne e gli squadroni dei Corpi Tattici Corazzati Alfa.

## Episodi
I titoli originali giapponesi sono in realtà in inglese, ma scritti con caratteri Katakana (giapponesi). I titoli italiani riportati in tabella sono la traduzione letterale di tali titoli giapponesi in inglese. La serie mandata in onda negli Stati Uniti e in Italia negli anni ottanta come parte della trilogia di Robotech aveva titoli differenti.
| Nº | Titolo italiano (tradotto) Giapponese 「Kanji」 - Rōmaji                 | In onda           | In onda |
| Nº | Titolo italiano (tradotto) Giapponese 「Kanji」 - Rōmaji                 | Giapponese        |         |
| 1  | Prigioniera 「プリズナー」 - Purizunā (Prisoner)                         | 15 aprile 1984    |         |
| 2  | Make-Up 「メイクアップ」 - Meikuappu (Make-Up)                           | 22 aprile 1984    |         |
| 3  | L'angelo delle stelle 「スターエンゼル」 - Sutā Enzelu (Star Angel)      | 29 aprile 1984    |         |
| 4  | Mezzaluna 「ハーフム－ン」 - Hāfu Mūn (Half Moon)                        | 6 maggio 1984     |         |
| 5  | La città dei problemi 「トラブルシティ」 - Torabulu Sitī (Trouble City)  | 13 maggio 1984    |         |
| 6  | Preludio 「プレリュード」 - Pureliūdo (Prelude)                          | 20 maggio 1984    |         |
| 7  | Labirinto 「ラビリンス」 - Labirinsu (Labirynth)                         | 27 maggio 1984    |         |
| 8  | Fuoco di metallo 「メタルファイア」 - Metalu Faia (Metal Fire)           | 10 giugno 1984    |         |
| 9  | Polvere di stelle 「スターダスト」 - Sutā Dasuto (Star Dust)             | 17 giugno 1984    |         |
| 10 | Lo straniero 「アウトサイダー」 - Autosaidā (Outsider)                   | 24 giugno 1984    |         |
| 11 | Déjà Vu 「デジャブー」 - Deja Vū (Deja Vu)                               | 1º luglio 1984    |         |
| 12 | Memorie perdute 「ロストメモリー」 - Losuto Memorī (Lost Memory)         | 8 luglio 1984     |         |
| 13 | Triplo specchio 「トリプルミラー」 - Toripulu Mirā (Triple Mirror)       | 15 luglio 1984    |         |
| 14 | La donna di ferro 「アイアンレディー」 - Aian Ledī (Iron Lady)           | 22 luglio 1984    |         |
| 15 | Storia d'amore 「ラブストーリー」 - Lavu Sutōrī (Love Story)             | 29 luglio 1984    |         |
| 16 | L'uccisore di cacciatori 「ハンターキラー」 - Hantā Kilā (Hunter Killer) | 5 agosto 1984     |         |
| 17 | Bio-psycher 「バイオサイカー」 - Baio Saikā (Bio-Psycher)                | 19 agosto 1984    |         |
| 18 | Il paese delle meraviglie 「ワンダーランド」 - Wandālando (Wonderland)   | 26 agosto 1984    |         |
| 19 | Crisi 「クライシス」 - Curaisisu (Crisis)                                | 2 settembre 1984  |         |
| 20 | Sogno ad occhi aperti 「デイドリーム」 - Deidorīmu (Daydream)            | 9 settembre 1984  |         |
| 21 | Incubo 「ナイトメア」 - Naitomea (Nightmare)                             | 16 settembre 1984 |         |
| 22 | Catastrofe 「カタストロフ」 - Catasutorofu (Catastrophe)                 | 23 settembre 1984 |         |
| 23 | Genesi 「ジェネシス」 - Genesisu (Genesis)                               | 30 settembre 1984 |         |